# Xavier Gens
Xavier Gens (nascido em 27 de abril de 1975) é um cineasta francês.